# Le Club des détectives
Le Club des détectives — The Poisoned Chocolates Case dans l'édition originale britannique — est un roman policier britannique de Anthony Berkeley publié en 1929. C'est le 5e roman de la série mettant en scène Roger Sheringham. Apparaissent également dans ce roman Ambrose Chitterwick et l'inspecteur Moresby de Scotland Yard, d'autres héros récurrents de Berkeley.

## Résumé
Sir Eustache Pennefather, un coureur de jupons impénitent en instance de divorce, se voit remettre à son club une boîte de chocolats livrée par la poste. Il la refile à Graham Bendix, un autre membre du club, qui cherche justement un cadeau pour sa femme à qui il doit quelques excuses. Le soir même, les Bendix dégustent ensemble le contenu de la boîte et, quelques heures plus tard, l'épouse meurt empoisonnée et le mari, intoxiqué lui aussi par les chocolats fourrés au nitrobenzène, est hospitalisé d'urgence et s'en tire de justesse après plusieurs jours de soins. L'enquête qui suit prouve que l'assassin visait Sir Pennefather, et non Mme Bendix, et Scotland Yard conclut qu'il s'agit de l'œuvre de quelque fou qui aura voulu tuer gratuitement un membre influent de la bonne société.
Insatisfaits de ces conclusions, les membres du Club des détectives, présidé par Roger Sheringham, s'emparent de l'affaire. Chacun de son côté s'engage dans des investigations et, au bout d'une semaine, présente à l'assemblée à tour de rôle, et en autant de soirées consécutives, une solution à l'énigme. Tous les explications, ensuite débattues et mises à mal, se révèlent fausses, sauf la proposition ultime donnée par Ambrose Chitterwick, au grand dam du prétentieux et irascible Roger Sheringham.

## Particularités du roman
Le roman est une version allongée de la nouvelle Le Hasard vengeur (The Avenging Chance) publiée par Anthony Berkeley en 1929, mais la solution considérée vraie dans la nouvelle se révèle fausse dans le roman.
Les détectives proposent à tour de rôle pas moins de huit solutions différentes au mystère soumis à leur sagacité, ce qui constitue un véritable tour de force dans l'histoire du whodunit.
La réunion des limiers en quête d'une solution préfigure les rencontres du Detection Club, fondée par Anthony Berkeley en 1930, et qui compte dans ses rangs G. K. Chesterton, Agatha Christie, Dorothy L. Sayers et d'autres écrivains britanniques de l'Âge d'or du roman d'énigme.

## Honneur
Le Club des détectives occupe la 41e place au classement des cent meilleurs romans policiers de tous les temps établie par la Crime Writers' Association en 1990.

## Éditions
Édition originale en anglais
- (en) Anthony Berkeley, The Poisoned Chocolates Case, Londres, Collins, 1929

Éditions françaises
- (fr) Anthony Berkeley (auteur) et Robert Saint-Prix (traducteur), Le Club des détectives [« The Poisoned Chocolates Case »], Paris, Alexis Redier, coll. « Le Domino noir no 4 », 1932, 255 p. (BNF 31799679)
- (fr) Anthony Berkeley (auteur) et M. Faure (traducteur), Le Club des détectives [« The Poisoned Chocolates Case »], Paris, Hachette, coll. « L'Énigme », 1947, 190 p. (BNF 31799680)
- (fr) Anthony Berkeley (auteur) et M. Faure (traducteur), Le Club des détectives [« The Poisoned Chocolates Case »], Paris, Librairie des Champs-Élysées, coll. « Le Masque no 1793 », 1985, 155 p. (ISBN 2-7024-1614-4, BNF 34780245)